# Джебель-ед-Друз
Джебель-ед-Друз (араб. جبل الدروز, переклад: «Гора друзів»), офіційно — Джебель-ель-Араб (араб. جبل العرب, переклад: «Гора арабів») — вулканічне плато на півдні Сирії, в провінції Ес-Сувейда. Більшість мешканців цього регіону складають арабські друзи, також існують невеликі арабські християнські громади. У 1921—1936 роках у цій місцевості діяла автономна держава під французьким мандатом у Сирії, що також називалася Джебель-ед-Друз.

## Геологія

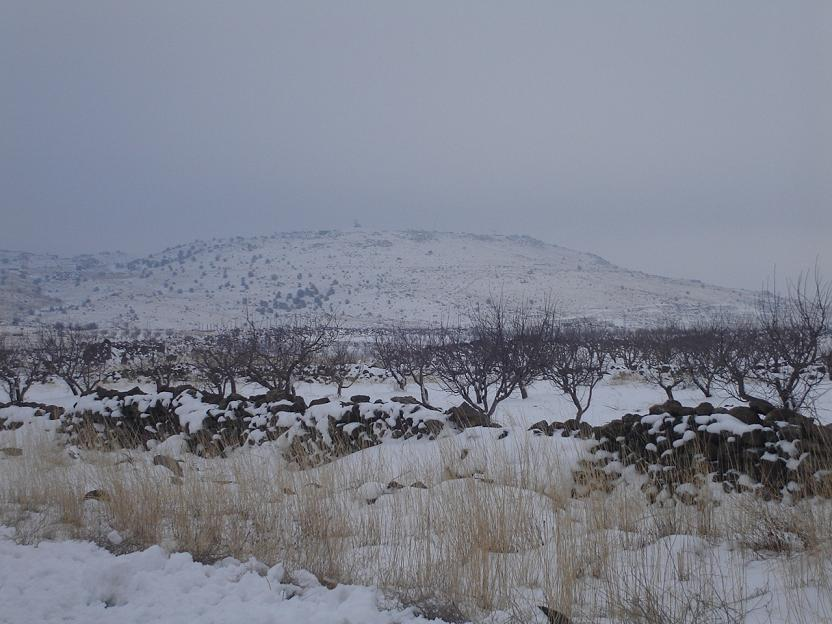
Найвища вершина масиву — Телль-Кені

Вулканічне поле Джебель-ед-Друз, найпівденніше в Сирії, розташоване на плато Хавран-Друз біля кордону з Йорданією. Джебель-ед-Друз становить північну межу великого лавового поля Ель-Харра, що простягається з Сирії крізь Ізраїль і Йорданію аж до Саудівської Аравії. Висота найбільшої вершини становить 1800 м. Лужне вулканічне поле складається з групи 118 базальтових вулканів, які були активними в період, починаючи з плейстоцену до голоцену. 

## Вершини
- Телль-Кені — 1803 м
- Телль-Жуалін — 1732 м
- Телль-Слейман — 1703 м
- Телль-Клейб — 1698 м
- Телль-Абу-Хамра — 1482 м
- Телль-ель-Ахмар — 1452 м
- Телль-Абед-Мар — 1436 м
- Телль-Ходр-Імтан — 1341 м
- Телль-Азран — 1220 м
- Телль-Шихан — 1138 м

В перекладі з арабської, слово «тель» (телль) означає «вершина», але в разі Джебель-ед-Друза, цей термін, скоріше, позначає вулканічний конус.